# Ossenreyerstraße 15 (Stralsund)
Das Haus mit der postalischen Adresse Ossenreyerstraße 15 ist ein unter Denkmalschutz stehendes Gebäude in der Ossenreyerstraße in Stralsund.

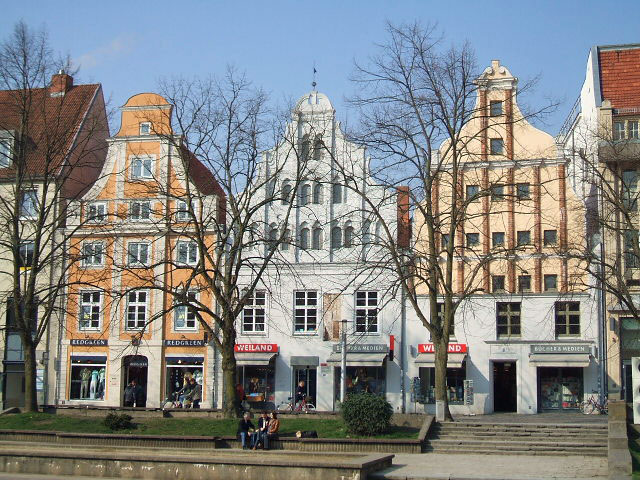
Das Haus Ossenreyerstraße 15 in Stralsund, links im Bild (2011)

Das dreigeschossige und dreiachsige Haus mit seinem Schweifgiebel wurde in der zweiten Hälfte des 18. Jahrhunderts errichtet. Es grenzt an das “Löwensche Palais”.
Es weist eine symmetrisch gegliederte, verputzte Fassade auf. Die mittlere Achse ist als flache Vorlage ausgebildet; im Erdgeschoss nimmt sie das Portal auf, in den Ober- und Giebelgeschossen wird sie durch flankierende Lisenen betont. Die Gebäudekanten sind genutet.
Das Haus liegt im Kerngebiet des von der UNESCO als Weltkulturerbe anerkannten Stadtgebietes des Kulturgutes „Historische Altstädte Stralsund und Wismar“. In die Liste der Baudenkmale in Stralsund ist es mit der Nummer 625 eingetragen.